# Ivakidhush
Ivakidhush (Ivakidhúš,  Ivakihush, Ivakidhish; Greasy Breast),  Greasy Breast je patuljasti heroj indijanskog folklora plemena Vrana. Iako nizak, posjedovao je golemu snagu i vještinu streličarstva.